# Slo Burn
Slo Burn é uma banda de stoner rock estadunidense formada em 1996 após o fim da banda californiana, Kyuss. Eles lançaram apenas um EP intitulado Amusing the Amazing e participaram do Ozzfest no ano de 1997, mas acabaram pouco tempo depois. 
A banda tinha um som similar ao Kyuss, o que pode ser identificado pelos vocais de John Garcia e pela produção de Chris Goss do EP. No entanto, a música era mais direta e menos complexo que o Kyuss.
A banda durou pouco tempo e todos os seus membros se espalharam para bandas como Hermano e Sunday Drivers.

## Formação
- John Garcia - vocal
- Chris Hale - guitarra
- Damon Garrison - baixo
- Brady Houghton - bateria

## Discografia
- 1996 - Slo Burn Demo
- 1997 - Amusing the Amazing